# Mali Samovets
Mali Samovets (en rus: Малый Самовец) és un poble (un possiólok) de l'óblast de Vorónej, a Rússia, segons el cens del 2018 tenia 215 habitants.